# Antun Jurić
Antun Jurić ili Antun Giuriceo (Krk, 9. svibnja 1778. – Dubrovnik, 25. ožujka 1842.) bio je prelat Katoličke Crkve koji je služio kao biskup dubrovački od 1830. do 1842. te trajni apostolski upravitelj trebinjsko-mrkanski od 1839. do 1842. godine.
Najpoznatiji je po obnovi feste svetog Vlaha, 1836. godine.

## Životopis
Jurić je rođen 9. svibnja 1778. u Krku. Nakon završetka studija zaređen je za svećenika u Trstu 18. listopada 1801. godine. Nakon toga je predavao filozofiju i služio kao perfekt u biskupskom sjemeništu. Od 1819. do 1827. Jurić je predavao teologiju i služio kao kućni kapelan i tajnik goričkog nadbiskupa. Od 1827. do 1830. bio je savjetnik za bogoštovna pitanja oblasne dalmatinske vlade.
Jurić je izabran za dubrovačkog biskupa 1. studenog 1829. godine. Papa Pio VIII. potvrdio je njegovo imenovanje 5. srpnja 1830. godine. Posvetio ga je u katedrali u Gorici, 21. studenog 1830., gorički nadbiskup Joseph Walland. U Dubrovniku je ustoličen 1831. Time je postao prvi dubrovački biskup, nakon što je 1828. nadbiskupija svedena na biskupijski status i prestala biti sjedište metropolije.
Jurić je boravio u dubrovačkom naselju Pile. Pregovarao je o prijenosu biskupskog sjedišta u palaču Sorkočević, koja je u to vrijeme služila kao općinski sud. Najpoznatiji je po tome što je 1836. zajedno s pjesnikom Antunom Kaznačićem obnovio pučku svetkovinu Svetog Vlaha, zaštitnika Dubrovnika. Javna slavlja bile su zabranile francuske i austrijske vlasti.
Jurić se susreo i s isusovcima nakon što je red ponovno obnovljen. Vincenzo Basile i njegova dva suradnika susreli su se s biskupom koji ih je zamolio da ostanu u Dubrovniku radi pastoralnog djelovanja. Međutim, isusovci nisu mogli ostati u Dubrovniku i napustili su grad 24. ožujka 1841. godine. Jurić je odlučio pozvati isusovce u Dubrovnik, no ubrzo je umro.
Dana 30. rujna 1839. papa Grgur XVI. dao je dubrovačkim biskupima apostolsku administraciju nad Trebinjsko-mrkanskom biskupijom, koja se nalazila u Osmanskom Carstvu. Jurić je 20. lipnja 1840. imenovao Vidoja Maslaća, župnika iz Dubrava, svojim posebnim vikarom za Trebinjsko-mrkansku biskupiju. Osmanske vlasti mu nisu dopuštale da posjeti Trebinjsko-mrkansku biskupiju. Kao biskup suposvetio je Beninja Albertinija.
Umro je u svojoj rezidenciji na Pilama u Dubrovniku i pokopan je u kripti isusovačke crkve sv. Ignacija u Dubrovniku.

### Knjige
- Krešić, Milenko. 2012. Don Vidoje Maslać i Trebinjsko-mrkanska biskupija (1795.-1862.). Župni ured Trebinje. Trebinje. ISBN 978-9539864277
- Viđen, Ivan. 2018. Biskupska palača u Dubrovniku (PDF). Dubrovačka biskupija. Dubrovnik. ISBN 9789537700102

### Članci
- Anonimno. 1934. Krčka porodica Ferchie i teolog o. Mato Ferkić. Bogoslovska smotra. 1 (22): 67–81
- Miklobušec, Valentin. 2005. Drugi dolazak isusovaca u sjevernu Hrvatsku (I. dio). Obnovljeni život. 2 (60): 171–193

### Mrežne stranice
- Bishop Antun Giuriceo †. Catholic-Hierarchy.org. Pristupljeno 1. siječnja 2023.
- Dračevac, Ante. 1998. Giuriceo, Antun (Juriceo). Hrvatski biografski leksikon. Leksikografski zavod Miroslav Krleža. Inačica izvorne stranice arhivirana 27. veljače 2022. Pristupljeno 1. siječnja 2023.

| Titule u Katoličkoj Crkvi | Titule u Katoličkoj Crkvi                                    | Titule u Katoličkoj Crkvi  |
| ------------------------- | ------------------------------------------------------------ | -------------------------- |
| prethodnik Nikola Ban     | Biskup dubrovački 1830.–1842.                                | nasljednik Toma Jederlinić |
| prethodnik –              | Trajni apostolski upravitelj trebinjsko-mrkanski 1839.–1842. | nasljednik Toma Jederlinić |